# Motorrad-Weltmeisterschaft 1988
Die Motorrad-WM-Saison 1988 war die 40. in der Geschichte der FIM-Motorrad-Straßenweltmeisterschaft.
In den Klassen bis 500 cm³ und bis 250 cm³ wurden 15, in der Klasse bis 125 cm³ elf, in der Klasse bis 80 cm³ sieben und bei den Gespannen neun Rennen ausgetragen.

## Punkteverteilung
| Punktewertung | Punktewertung | Punktewertung | Punktewertung | Punktewertung | Punktewertung | Punktewertung | Punktewertung | Punktewertung | Punktewertung | Punktewertung | Punktewertung | Punktewertung | Punktewertung | Punktewertung | Punktewertung |
| ------------- | ------------- | ------------- | ------------- | ------------- | ------------- | ------------- | ------------- | ------------- | ------------- | ------------- | ------------- | ------------- | ------------- | ------------- | ------------- |
| Platz         | 1             | 2             | 3             | 4             | 5             | 6             | 7             | 8             | 9             | 10            | 11            | 12            | 13            | 14            | 15            |
| Punkte        | 20            | 17            | 15            | 13            | 11            | 10            | 9             | 8             | 7             | 6             | 5             | 4             | 3             | 2             | 1             |

In die Wertung kamen alle erzielten Resultate.

## 500-cm³-Klasse

### Teams und Fahrer
| Team                                  | Hersteller  | Motorrad                    | Nr.      | Fahrer                       | Läufe             |
| ------------------------------------- | ----------- | --------------------------- | -------- | ---------------------------- | ----------------- |
| Rothmans Honda / HRC                  | Honda       | Honda NSR 500               | 1        | Wayne Gardner                | alle              |
| Rothmans Honda / HRC                  | Honda       | Honda NSR 500               | 9        | Shunji Yatsushiro            | 1–11              |
| Rothmans Honda / HRC                  | Honda       | Honda NSR 500               | 9 11     | Roger Burnett                | 12–15             |
| Cagiva Corse                          | Cagiva      | Cagiva C588                 | 2        | Randy Mamola                 | 1, 5–15           |
| Cagiva Corse                          | Cagiva      | Cagiva C588                 | 21       | Raymond Roche                | 1–5, 10, 12–14    |
| Cagiva Corse                          | Cagiva      | Cagiva C588                 | 29 36    | Massimo Broccoli             | 5–7               |
| Marlboro Yamaha Team Agostini         | Yamaha      | Yamaha YZR500               | 3        | Eddie Lawson                 | alle              |
| Marlboro Yamaha Team Agostini         | Yamaha      | Yamaha YZR500               | 12       | Didier de Radiguès           | alle              |
| Team Elf-ROC                          | Elf 5-Honda | Honda NSR 500               | 4        | Ron Haslam                   | alle              |
| Team Elf-ROC                          | Elf 5-Honda | Honda NSR 500               | ?        | Malcolm Campbell             | 10–11             |
| HB-Honda Racing Corporation           | Honda       | Honda NSR 500               | 5        | Niall Mackenzie              | alle              |
| Yamaha Racing Team                    | Yamaha      | Yamaha YZR500               | 6        | Tadahiko Taira               | 1, 5, 12–14       |
| Yamaha Racing Team                    | Yamaha      | Yamaha YZR500               | 54       | Norihiko Fujiwara            | 1, 12–13          |
| Team Gauloises Blondes Yamaha Mobil 1 | Yamaha      | Yamaha YZR500               | 7        | Christian Sarron             | alle              |
| Team Gauloises Blondes Yamaha Mobil 1 | Yamaha      | Yamaha YZR500               | 14       | Patrick Igoa                 | 1, 5–12, 14–15    |
| HB Honda Gallina Team                 | Honda       | Honda NSR 500               | 8        | Pierfrancesco Chili          | 1–3, 5–15         |
| Racing Team Katayama                  | Honda       | Honda RS 500                | ?        | Roger Burnett                | 5                 |
| Racing Team Katayama                  | Honda       | Honda RS 500                | 18       | Mike Baldwin                 | 9–12              |
| Racing Team Katayama                  | Honda       | Honda RS 500                | 31 28 46 | Fabio Barchitta              | 3–6, 8–15         |
| Racing Team Katayama                  | Honda       | Honda RS 500                | 51 49    | Donnie McLeod                | 9–11, 15          |
| Racing Team Katayama                  | Honda       | Honda RS 500                | ?        | Fernando González De Nicolás | unbekannt         |
| Team Pepsi Suzuki                     | Suzuki      | Suzuki RGV 500              | 10       | Rob McElnea                  | alle              |
| Team Pepsi Suzuki                     | Suzuki      | Suzuki RGV 500              | 34       | Kevin Schwantz               | 1–9, 11–15        |
| Team Lucky Strike Roberts             | Yamaha      | Yamaha YZR500               | 16       | Kevin Magee                  | alle              |
| Team Lucky Strike Roberts             | Yamaha      | Yamaha YZR500               | 17       | Wayne Rainey                 | alle              |
| unbekannt                             | Honda       | Honda RS 500                | 18       | Mike Baldwin                 | 2–3               |
| Team Hein Gericke                     | Honda       | Honda RS 500                | 20       | Manfred Fischer              | 1, 5–9, 11, 14    |
| Team Hein Gericke                     | Honda       | Honda RS 500                | 26       | Gustav Reiner                | 3, 7              |
| Team Greco                            | Honda       | Honda RS 500                | 22 30    | Marco Papa                   | 3–11, 14          |
| Ducados                               | Honda       | Honda RS 500                | 23 28    | Daniel Amatriaín             | 3–14              |
| Marlboro Fior Team                    | Fior-Honda  | Honda RS 500                | 25       | Marco Gentile                | alle              |
| Team Iberna                           | Honda       | Honda RS 500                | 27       | Alessandro Valesi            | 1–11, 13–15       |
| Team Amaranto                         | Paton Honda | Paton V115 500 Honda RS 500 | 28 55    | Fabio Biliotti               | 3, 5, 7–14        |
| Römer Racing Suisse                   | Honda       | Honda RS 500                | 29       | Bruno Kneubühler             | 3–15              |
| unbekannt                             | Honda       | Honda RS 500                | 30       | Niggi Schmassmann            | 3–9, 11–14        |
| unbekannt                             | Suzuki      | Suzuki RG 500 Gamma         | 31       | Steve Manley                 | 3–5               |
| unbekannt                             | Suzuki      | Suzuki RG 500 Gamma         | 39       | Wolfgang von Muralt          | 3, 6, 10–14       |
| unbekannt                             | Suzuki      | Suzuki RGB 500              | 40       | Andy Leuthe                  | 3–4, 6–10, 12     |
| unbekannt                             | Suzuki      | Suzuki RGB 500              | 42       | Larry Moreno Vacondio        | unbekannt         |
| Rukka Oy                              | Honda       | Honda RS 500                | 44       | Ari Rämö                     | 10                |
| unbekannt                             | Honda       | Honda NSR 500               | 45       | Hikaru Miyagi                | 1                 |
| unbekannt                             | Honda       | Honda RS 500                | 45       | Sepp Doppler                 | 4, 6–9, 11, 14    |
| Seed                                  | Honda       | Honda NSR 500               | 46       | Shin’ichi Itō                | 1                 |
| HDJ International                     | Honda       | Honda RS 500                | 50 33    | Maarten Duyzers              | 3–6, 8–13         |
| PVI Racing / Jacadi                   | Honda       | Honda RS 500                | 51 32    | Rachel Nicotte               | 3–5, 9, 11–12, 14 |
| Millar Racing                         | Honda       | Honda RS 500                | 52       | Eddie Laycock                | 3–4, 8–12, 14     |
| Quelle:                               |             |                             |          |                              |                   |

| Legende         |
| --------------- |
| Stammfahrer     |
| Wildcard-Fahrer |
| Ersatzfahrer    |

### Rennergebnisse
|    | Datum  | Rennen                  | Strecke           | Platz 1        | Platz 2            | Platz 3          | Pole-Position    | Schn. Rennrunde                |
| -- | ------ | ----------------------- | ----------------- | -------------- | ------------------ | ---------------- | ---------------- | ------------------------------ |
| 1  | 27.03. | GP von Japan            | Suzuka            | Kevin Schwantz | Wayne Gardner      | Eddie Lawson     | Tadahiko Taira   | Kevin Schwantz                 |
| 2  | 10.04. | GP der USA              | Laguna Seca       | Eddie Lawson   | Wayne Gardner      | Niall Mackenzie  | Wayne Rainey     | Eddie Lawson                   |
| 3  | 24.04. | GP von Spanien          | Jarama            | Kevin Magee    | Eddie Lawson       | Wayne Gardner    | Kevin Magee      | Kevin Magee                    |
| 4  | 01.05. | GP der Expo ’92         | Jerez             | Eddie Lawson   | Wayne Rainey       | Kevin Magee      | Eddie Lawson     | Eddie Lawson                   |
| 5  | 22.05. | GP der Nationen         | Imola             | Eddie Lawson   | Wayne Gardner      | Wayne Rainey     | Wayne Gardner    | Eddie Lawson und Wayne Gardner |
| 6  | 29.05. | GP von Deutschland      | Nürburgring       | Kevin Schwantz | Wayne Rainey       | Christian Sarron | Wayne Gardner    | Kevin Schwantz                 |
| 7  | 12.06. | GP von Österreich       | Salzburgring      | Eddie Lawson   | Didier de Radiguès | Wayne Rainey     | Christian Sarron | Didier de Radiguès             |
| 8  | 26.06. | 58. Dutch TT            | Assen             | Wayne Gardner  | Eddie Lawson       | Christian Sarron | Christian Sarron | Wayne Gardner                  |
| 9  | 03.07. | GP von Belgien          | Spa-Francorchamps | Wayne Gardner  | Eddie Lawson       | Randy Mamola     | Christian Sarron | Christian Sarron               |
| 10 | 17.07. | GP von Jugoslawien      | Rijeka            | Wayne Gardner  | Christian Sarron   | Wayne Rainey     | Christian Sarron | Christian Sarron               |
| 11 | 24.07. | GP von Frankreich       | Le Castellet      | Eddie Lawson   | Christian Sarron   | Kevin Schwantz   | Christian Sarron | Wayne Gardner                  |
| 12 | 07.08. | GP von Großbritannien   | Donington         | Wayne Rainey   | Wayne Gardner      | Christian Sarron | Wayne Gardner    | Christian Sarron               |
| 13 | 14.08. | GP von Schweden         | Anderstorp        | Eddie Lawson   | Wayne Gardner      | Christian Sarron | Eddie Lawson     | Eddie Lawson                   |
| 14 | 28.08. | GP der Tschechoslowakei | Brünn             | Wayne Gardner  | Eddie Lawson       | Wayne Rainey     | Wayne Gardner    | Wayne Gardner                  |
| 15 | 17.09. | GP von Brasilien        | Goiânia           | Eddie Lawson   | Wayne Gardner      | Kevin Schwantz   | Wayne Gardner    | Eddie Lawson                   |

### Fahrerwertung
| 1  | Eddie Lawson        | Yamaha    | 252 |
| 2  | Wayne Gardner       | Honda     | 229 |
| 3  | Wayne Rainey        | Yamaha    | 189 |
| 4  | Christian Sarron    | Yamaha    | 149 |
| 5  | Kevin Magee         | Yamaha    | 138 |
| 6  | Niall Mackenzie     | Honda     | 125 |
| 7  | Didier de Radiguès  | Yamaha    | 120 |
| 8  | Kevin Schwantz      | Suzuki    | 119 |
| 9  | Pierfrancesco Chili | Honda     | 110 |
| 10 | Rob McElnea         | Suzuki    | 83  |
| 11 | Ron Haslam          | elf-Honda | 68  |
| 12 | Randy Mamola        | Cagiva    | 58  |
| 13 | Shunji Yatsushiro   | Honda     | 57  |
| 14 | Patrick Igoa        | Yamaha    | 44  |
| 15 | Tadahiko Taira      | Yamaha    | 36  |
| 16 | Alessandro Valesi   | Honda     | 26  |
| 17 | Marco Papa          | Honda     | 17  |
| 18 | Roger Burnett       | Honda     | 15  |
| 19 | Mike Baldwin        | Honda     | 14  |
| 20 | Raymond Roche       | Cagiva    | 13  |
| 21 | Fabio Barchitta     | Honda     | 12  |

| 22 | Bruno Kneubühler             | Honda             | 9 |
| 23 | Donnie McLeod                | Honda             | 9 |
| 24 | Marco Gentile                | Fior-Honda / Fior | 8 |
| 25 | Daniel Amatriaín             | Honda             | 7 |
| 26 | Hikaru Miyagi                | Honda             | 5 |
|    | Gustav Reiner                | Honda             | 5 |
| 28 | Steve Manley                 | Suzuki            | 4 |
|    | Malcolm Campbell             | elf-Honda         | 4 |
|    | Narihiko Fujiwara            | Yamaha            | 4 |
|    | Fernando González De Nicolás | Honda             | 4 |
| 32 | Fabio Biliotti               | Honda             | 4 |
| 33 | Rachel Nicotte               | Chevallier-Honda  | 3 |
|    | Peter Schleef                | Honda             | 3 |
| 35 | Massimo Broccoli             | Cagiva            | 2 |
|    | Peter Lindén                 | Honda             | 2 |
| 37 | Osamu Hiwatashi              | Suzuki            | 1 |
|    | Maarten Duyzers              | Honda             | 1 |
|    | Michael Rudroff              | Honda             | 1 |
|    | Manfred Fischer              | Honda             | 1 |
|    | Cees Doorakkers              | Honda             | 1 |

### Konstrukteurswertung
Der Konstrukteurstitel wurde Yamaha zuerkannt.

## 250-cm³-Klasse

### Rennergebnisse
|    | Datum  | Rennen                  | Strecke           | Platz 1          | Platz 2          | Platz 3              | Pole-Position     | Schn. Rennrunde  |
| -- | ------ | ----------------------- | ----------------- | ---------------- | ---------------- | -------------------- | ----------------- | ---------------- |
| 1  | 27.03. | GP von Japan            | Suzuka            | Toni Mang        | Sito Pons        | Masaru Kobayashi     | Toshihiko Honma   | Sito Pons        |
| 2  | 10.04. | GP der USA              | Laguna Seca       | Jim Filice       | Sito Pons        | Dominique Sarron     | John Kocinski     | Bruno Casanova   |
| 3  | 24.04. | GP von Spanien          | Jarama            | Sito Pons        | Joan Garriga     | Jean-Philippe Ruggia | Carlos Cardús     | Sito Pons        |
| 4  | 01.05. | GP der Expo ’92         | Jerez             | Joan Garriga     | Masahiro Shimizu | Jacques Cornu        | Carlos Lavado     | Joan Garriga     |
| 5  | 22.05. | GP der Nationen         | Imola             | Dominique Sarron | Sito Pons        | Joan Garriga         | Dominique Sarron  | Dominique Sarron |
| 6  | 29.05. | GP von Deutschland      | Nürburgring       | Luca Cadalora    | Sito Pons        | Joan Garriga         | Thierry Rapicault | Joan Garriga     |
| 7  | 12.06. | GP von Österreich       | Salzburgring      | Jacques Cornu    | Reinhold Roth    | Joan Garriga         | Jacques Cornu     | Jacques Cornu    |
| 8  | 26.06. | 58. Dutch TT            | Assen             | Joan Garriga     | Jacques Cornu    | Toni Mang            | Dominique Sarron  | Toni Mang        |
| 9  | 03.07. | GP von Belgien          | Spa-Francorchamps | Sito Pons        | Jacques Cornu    | Toni Mang            | Jacques Cornu     | Toni Mang        |
| 10 | 17.07. | GP von Jugoslawien      | Rijeka            | Sito Pons        | Joan Garriga     | Dominique Sarron     | Sito Pons         | Joan Garriga     |
| 11 | 24.07. | GP von Frankreich       | Le Castellet      | Jacques Cornu    | Sito Pons        | Dominique Sarron     | Dominique Sarron  | Joan Garriga     |
| 12 | 07.08. | GP von Großbritannien   | Donington         | Luca Cadalora    | Dominique Sarron | Joan Garriga         | Joan Garriga      | Joan Garriga     |
| 13 | 14.08. | GP von Schweden         | Anderstorp        | Sito Pons        | Joan Garriga     | Dominique Sarron     | Luca Cadalora     | Reinhold Roth    |
| 14 | 28.08. | GP der Tschechoslowakei | Brünn             | Joan Garriga     | Sito Pons        | Luca Cadalora        | Dominique Sarron  | Joan Garriga     |
| 15 | 17.09. | GP von Brasilien        | Goiânia           | Dominique Sarron | Carlos Lavado    | Sito Pons            | Dominique Sarron  | Luca Cadalora    |

### Fahrerwertung
| 1  | Sito Pons            | Honda               | 231 |
| 2  | Joan Garriga         | Yamaha              | 221 |
| 3  | Jacques Cornu        | Honda               | 166 |
| 4  | Dominique Sarron     | Honda               | 158 |
| 5  | Reinhold Roth        | Honda               | 158 |
| 6  | Luca Cadalora        | Yamaha              | 136 |
| 7  | Jean-Philippe Ruggia | Yamaha              | 104 |
| 8  | Toni Mang            | Honda               | 87  |
| 9  | Carlos Cardús        | Honda               | 71  |
| 10 | Masahiro Shimizu     | Honda               | 68  |
| 11 | Carlos Lavado        | Yamaha              | 55  |
| 12 | Donnie McLeod        | EMC-Rotax           | 47  |
| 13 | Loris Reggiani       | Aprilia-Rotax       | 44  |
| 14 | Martin Wimmer        | Yamaha              | 40  |
| 15 | Manfred Herweh       | Yamaha              | 35  |
| 16 | August Auinger       | Aprilia-Rotax       | 31  |
| 17 | Helmut Bradl         | Honda               | 27  |
| 18 | Iván Palazzese       | Yamaha              | 25  |
| 19 | John Kocinski        | Yamaha              | 24  |
| 20 | Harald Eckl          | Aprilia-Rotax       | 22  |
| 21 | Jim Filice           | Honda               | 20  |
| 22 | Stefano Caracchi     | Honda               | 20  |
| 23 | Bruno Casanova       | Aprilia-Rotax       | 17  |
| 24 | Masaru Kobayashi     | Honda               | 15  |
| 25 | Jean-Michel Mattioli | Yamaha / Défi-Rotax | 12  |

| 26 | Maurizio Vitali     | Yamaha / Gazzaniga-Rotax | 12 |
| 27 | Bubba Shobert       | Honda                    | 11 |
| 28 | Hans Becker         | Yamaha                   | 11 |
| 29 | Jean Foray          | Yamaha                   | 10 |
| 30 | Alberto Puig        | Honda                    | 10 |
| 31 | Jean-François Baldé | Défi-Rotax               | 10 |
| 32 | Toshihiko Honma     | Yamaha                   | 8  |
| 33 | Masumitsu Taguchi   | Honda                    | 6  |
|    | Jochen Schmid       | Honda                    | 6  |
| 35 | Seigo Kikuchi       | Honda                    | 5  |
|    | Engelbert Neumair   | Aprilia-Rotax            | 5  |
|    | Guy Bertin          | Yamaha                   | 5  |
| 38 | Wilco Zeelenberg    | Yamaha                   | 5  |
| 39 | Kyoji Nanba         | Yamaha                   | 4  |
|    | Hermann Holder      | Yamaha                   | 4  |
|    | Urs Jücker          | Yamaha                   | 4  |
| 42 | Urs Lüzi            | Honda                    | 3  |
|    | Gary Cowan          | Yamaha                   | 3  |
| 44 | Paolo Casoli        | Garelli                  | 3  |
| 45 | Youichi Yamamoto    | Honda                    | 2  |
|    | Massimo Matteoni    | Yamaha                   | 2  |
| 47 | Keiji Tamura        | Yamaha                   | 1  |
|    | Alan Carter         | Yamaha                   | 1  |

### Konstrukteurswertung
Der Konstrukteurstitel wurde Honda zuerkannt.

## 125-cm³-Klasse

### Rennergebnisse
|    | Datum  | Rennen                  | Strecke           | Platz 1        | Platz 2         | Platz 3            | Pole-Position  | Schn. Rennrunde   |
| -- | ------ | ----------------------- | ----------------- | -------------- | --------------- | ------------------ | -------------- | ----------------- |
| 1  | 24.04. | GP von Spanien          | Jarama            | Jorge Martínez | Julián Miralles | Gastone Grassetti  | Jorge Martínez | Jorge Martínez    |
| 2  | 22.05. | GP der Nationen         | Imola             | Jorge Martínez | Manuel Herreros | Ezio Gianola       | Jorge Martínez | Jorge Martínez    |
| 3  | 29.05. | GP von Deutschland      | Nürburgring       | Ezio Gianola   | Julián Miralles | Hans Spaan         | Hans Spaan     | Alfred Waibel     |
| 4  | 12.06. | GP von Österreich       | Salzburgring      | Jorge Martínez | Ezio Gianola    | Stefan Prein       | Jorge Martínez | Hans Spaan        |
| 5  | 26.06. | 58. Dutch TT            | Assen             | Jorge Martínez | Ezio Gianola    | Hans Spaan         | Hans Spaan     | Jorge Martínez    |
| 6  | 03.07. | GP von Belgien          | Spa-Francorchamps | Jorge Martínez | Ezio Gianola    | Julián Miralles    | Jorge Martínez | Gastone Grassetti |
| 7  | 17.07. | GP von Jugoslawien      | Rijeka            | Jorge Martínez | Ezio Gianola    | Lucio Pietroniro   | Jorge Martínez | Corrado Catalano  |
| 8  | 24.07. | GP von Frankreich       | Le Castellet      | Jorge Martínez | Ezio Gianola    | Corrado Catalano   | Ezio Gianola   | Jorge Martínez    |
| 9  | 07.08. | GP von Großbritannien   | Donington         | Ezio Gianola   | Jorge Martínez  | Domenico Brigaglia | Ezio Gianola   | Ezio Gianola      |
| 10 | 14.08. | GP von Schweden         | Anderstorp        | Jorge Martínez | Ezio Gianola    | Julián Miralles    | Jorge Martínez | Jorge Martínez    |
| 11 | 28.08. | GP der Tschechoslowakei | Brünn             | Jorge Martínez | Julián Miralles | Hans Spaan         | Hans Spaan     | Jorge Martínez    |

### Fahrerwertung
| 1  | Jorge Martínez     | Derbi           | 197 |
| 2  | Ezio Gianola       | Honda           | 168 |
| 3  | Hans Spaan         | Honda           | 110 |
| 4  | Julián Miralles    | Honda           | 104 |
| 5  | Domenico Brigaglia | Gazzaniga-Rotax | 69  |
| 6  | Gastone Grassetti  | Honda           | 66  |
| 7  | Adi Stadler        | Honda           | 63  |
| 8  | Stefan Prein       | Honda           | 59  |
| 9  | Lucio Pietroniro   | Honda           | 56  |
| 10 | Gerhard Waibel     | Honda           | 52  |
| 11 | Hisashi Unemoto    | Honda           | 43  |
| 12 | Allan Scott        | Honda           | 38  |
| 13 | Corrado Catalano   | Aprilia         | 36  |
| 14 | Luis Miguel Reyes  | Garelli         | 34  |
| 15 | Manuel Herreros    | Derbi           | 30  |
| 16 | Heinz Lüthi        | Honda           | 30  |
| 17 | Kohji Takada       | Honda           | 29  |
| 18 | Johnny Wickström   | Honda           | 25  |
| 19 | Pier Paolo Bianchi | Cagiva          | 24  |
| 20 | Alfred Waibel      | Honda           | 24  |

| 21 | Fausto Gresini      | Garelli     | 22 |
| 22 | Josef Fischer       | Noki-Rotax  | 19 |
| 23 | Krysztof Galatowicz | Honda       | 19 |
| 24 | Hubert Abold        | Honda       | 18 |
| 25 | Bady Hassaine       | Honda       | 14 |
| 26 | Robin Milton        | Honda       | 13 |
| 27 | Mike Leitner        | LCR-Rotax   | 11 |
| 28 | Ian McConnachie     | Cagiva      | 10 |
| 29 | Alex Bedford        | Honda       | 8  |
| 30 | Jussi Hautaniemi    | Honda       | 8  |
| 31 | Àlex Crivillé       | Derbi       | 7  |
|    | Flemming Kistrup    | Honda       | 7  |
| 33 | Esa Kytölä          | Honda       | 6  |
| 34 | Thierry Feuz        | Ferac-Rotax | 6  |
| 35 | Robin Appleyard     | Honda       | 6  |
| 36 | Manuel Hernández    | Honda       | 4  |
| 37 | Stefan Dörflinger   | Honda       | 2  |
|    | Taru Rinne          | Honda       | 2  |
| 39 | Paul Bordes         | Honda       | 1  |
|    | Emilio Cuppini      | Honda       | 1  |

### Konstrukteurswertung
Der Konstrukteurstitel wurde Derbi zuerkannt.

## 80-cm³-Klasse

### Rennergebnisse
|   | Datum  | Rennen                  | Strecke     | Platz 1           | Platz 2           | Platz 3         | Pole-Position  | Schn. Rennrunde   |
| - | ------ | ----------------------- | ----------- | ----------------- | ----------------- | --------------- | -------------- | ----------------- |
| 1 | 24.04. | GP von Spanien          | Jarama      | Stefan Dörflinger | Jorge Martínez    | Àlex Crivillé   | Jorge Martínez | Àlex Crivillé     |
| 2 | 01.05. | GP der Expo ’92         | Jerez       | Jorge Martínez    | Manuel Herreros   | Àlex Crivillé   | Jorge Martínez | Stefan Dörflinger |
| 3 | 22.05. | GP der Nationen         | Imola       | Jorge Martínez    | Stefan Dörflinger | Manuel Herreros | Jorge Martínez | Jorge Martínez    |
| 4 | 29.05. | GP von Deutschland      | Nürburgring | Jorge Martínez    | Àlex Crivillé     | Manuel Herreros | Jorge Martínez | Jorge Martínez    |
| 5 | 26.06. | 58. Dutch TT            | Assen       | Jorge Martínez    | Peter Öttl        | Bert Smit       | Jorge Martínez | Peter Öttl        |
| 6 | 17.07. | GP von Jugoslawien      | Rijeka      | Jorge Martínez    | Peter Öttl        | Àlex Crivillé   | Jorge Martínez | Jorge Martínez    |
| 7 | 28.08. | GP der Tschechoslowakei | Brünn       | Jorge Martínez    | Stefan Dörflinger | Àlex Crivillé   | Jorge Martínez | Jorge Martínez    |

### Fahrerwertung
| 1  | Jorge Martínez     | Derbi   | 137 |
| 2  | Àlex Crivillé      | Derbi   | 90  |
| 3  | Stefan Dörflinger  | Krauser | 77  |
| 4  | Manuel Herreros    | Derbi   | 69  |
| 5  | Peter Öttl         | Krauser | 65  |
| 6  | Bogdan Nikolow     | Krauser | 55  |
| 7  | Károly Juhász      | Krauser | 54  |
| 8  | Jos van Dongen     | Casal   | 47  |
| 9  | Giuseppe Ascareggi | BBFT    | 46  |
| 10 | Gabriele Gnani     | Gnani   | 36  |
| 11 | Herri Torrontegui  | Autisa  | 28  |
| 12 | Jörg Seel          | Seel    | 27  |
| 13 | Andrie Nijenhuis   | Casal   | 27  |
| 14 | Günter Schirnhofer | Krauser | 27  |
| 15 | Bert Smit          | Krauser | 25  |
| 16 | René Dünki         | Krauser | 22  |

| 17 | Reiner Koster   | LCR       | 11 |
| 18 | Heinz Paschen   | Casal     | 10 |
| 19 | Hans Koopman    | Ziegler   | 10 |
| 20 | Serge Julin     | Casal     | 8  |
| 21 | Jacques Bernard | Fantic    | 8  |
| 22 | Ian McConnachie | Autisa    | 6  |
|    | Paolo Priori    | Krauser   | 6  |
| 24 | Rainer Kunz     | Ziegler   | 5  |
| 25 | János Szabó     | Krauser   | 5  |
| 26 | Janez Pintar    | Eberhardt | 4  |
| 27 | Stefan Brägger  | Casal     | 3  |
| 28 | Javier Arumi    | Krauser   | 3  |
| 29 | Hubert Abold    | Krauser   | 2  |
|    | Hagen Klein     | Ziegler   | 2  |
| 31 | Jaime Mariano   | JJ Cobas  | 1  |
|    | Alojz Pavlic    | Seel      | 1  |

### Konstrukteurswertung
Der Konstrukteurstitel wurde Derbi zuerkannt.

## Gespanne (500 cm³)

### Rennergebnisse
|   | Datum  | Rennen                  | Strecke           | Platz 1                       | Platz 2                             | Platz 3                             | Pole-Position                 | Schn. Rennrunde                     |
| - | ------ | ----------------------- | ----------------- | ----------------------------- | ----------------------------------- | ----------------------------------- | ----------------------------- | ----------------------------------- |
| 1 | 01.05. | GP der Expo ’92         | Jerez             | Rolf Biland / Kurt Waltisperg | Egbert Streuer / Bernard Schnieders | Steve Webster / Tony Hewitt         | Rolf Biland / Kurt Waltisperg | Steve Webster / Tony Hewitt         |
| 2 | 29.05. | GP von Deutschland      | Nürburgring       | Rolf Biland / Kurt Waltisperg | Steve Webster / Tony Hewitt         | Alfred Zurbrügg / Martin Zurbrügg   | Rolf Biland / Kurt Waltisperg | Rolf Biland / Kurt Waltisperg       |
| 3 | 12.06. | GP von Österreich       | Salzburgring      | Rolf Biland / Kurt Waltisperg | Alain Michel / Jean-Marc Fresc      | Steve Webster / Tony Hewitt         | Rolf Biland / Kurt Waltisperg | Rolf Biland / Kurt Waltisperg       |
| 4 | 26.06. | 58. Dutch TT            | Assen             | Rolf Biland / Kurt Waltisperg | Egbert Streuer / Bernard Schnieders | Steve Webster / Tony Hewitt         | Rolf Biland / Kurt Waltisperg | Rolf Biland / Kurt Waltisperg       |
| 5 | 03.07. | GP von Belgien          | Spa-Francorchamps | Rolf Biland / Kurt Waltisperg | Steve Webster / Tony Hewitt         | Derek Jones / Peter Brown           | Rolf Biland / Kurt Waltisperg | Rolf Biland / Kurt Waltisperg       |
| 6 | 24.07. | GP von Frankreich       | Le Castellet      | Rolf Biland / Kurt Waltisperg | Steve Webster / Tony Hewitt         | Markus Egloff / Urs Egloff          | Rolf Biland / Kurt Waltisperg | Rolf Biland / Kurt Waltisperg       |
| 7 | 07.08. | GP von Großbritannien   | Donington         | Steve Webster / Tony Hewitt   | Rolf Biland / Kurt Waltisperg       | Alain Michel / Jean-Marc Fresc      | Rolf Biland / Kurt Waltisperg | Rolf Biland / Kurt Waltisperg       |
| 8 | 14.08. | GP von Schweden         | Anderstorp        | Steve Webster / Tony Hewitt   | Rolf Biland / Kurt Waltisperg       | Egbert Streuer / Bernard Schnieders | Steve Webster / Tony Hewitt   | Rolf Biland / Kurt Waltisperg       |
| 9 | 28.08. | GP der Tschechoslowakei | Brünn             | Steve Webster / Gavin Simmons | Egbert Streuer / Bernard Schnieders | Markus Egloff / Urs Egloff          | Rolf Biland / Kurt Waltisperg | Egbert Streuer / Bernard Schnieders |

### Fahrerwertung
| 1  | Steve Webster        | Tony Hewitt bzw. Gavin Simmons                                               | LCR-Krauser    | 156 |
| 2  | Rolf Biland          | Kurt Waltisperg                                                              | LCR-Krauser    | 154 |
| 3  | Egbert Streuer       | Bernard Schnieders                                                           | LCR-Yamaha     | 97  |
| 4  | Alain Michel         | Jean-Marc Fresc                                                              | LCR-Krauser    | 93  |
| 5  | Markus Egloff        | Urs Egloff                                                                   | LCR-ADM        | 79  |
| 6  | Derek Jones          | Peter Brown                                                                  | LCR-Yamaha     | 69  |
| 7  | Alfred Zurbrügg      | Martin Zurbrügg                                                              | LCR-Yamaha     | 64  |
| 8  | Masato Kumano        | Markus Fährni                                                                | LCR-Yamaha     | 61  |
| 9  | Bernd Scherer        | Thomas Schröder                                                              | BSR-Krauser    | 54  |
| 10 | Steve Abbott         | Shaun Smith                                                                  | Windle-Yamaha  | 53  |
| 11 | Barry Brindley       | Graham Rose bzw. Gavin Simmons                                               | LCR-Yamaha     | 50  |
| 12 | Fritz Stölzle        | Hubert Stölzle                                                               | LCR-Krauser    | 45  |
| 13 | Yoshisada Kumagaya   | Brian Barlow bzw. Peter Lindén                                               | Windle-Yamaha  | 42  |
| 14 | Wolfgang Stropek     | Hans-Peter Demling bzw. Geral de Haas bzw. Steve Campbell bzw. Wolfgang Bock | LCR-Krauser    | 35  |
| 15 | Theo van Kempen      | Simon Birchall bzw. Geral de Haas                                            | LCR-Yamaha     | 34  |
| 16 | Pascal Larratte      | Jacques Corbier bzw. Eckart Rösinger                                         | LCR-Yamaha     | 26  |
| 17 | Yvan Nigrowsky       | Martial Charpentier                                                          | Seymaz-JPX     | 17  |
| 18 | André Bosman         | David Kellett                                                                | LCR-Yamaha     | 10  |
| 19 | Rolf Steinhausen     | Bruno Hiller                                                                 | Busch-ADM      | 9   |
| 20 | Werner Kraus         | Oliver Schuster                                                              | Busch          | 6   |
| 21 | Gary Thomas          | Geral de Haas bzw. J. Webb bzw. Eckart Rösinger                              | LCR-Krauser    | 6   |
| 22 | Dennis Bingham       | Gary Irlam                                                                   | LCR-Yamaha     | 4   |
|    | Jean-Louis Millet    | Claude Debroux                                                               | LCR-Yamaha     | 4   |
|    | Clive Stirrat        | Simon Prior                                                                  | LCR-Yamaha     | 4   |
| 25 | Jos van Stekelenburg | Rinie Bettgens                                                               | Windle-Yamaha  | 3   |
| 26 | René Progin          | Yvan Hunziker                                                                | Seymaz-Krauser | 1   |
|    | Doug Chivas          | Håkan Olsson                                                                 | LCR-Yamaha     | 1   |

### Konstrukteurswertung
Der Konstrukteurstitel wurde LCR-Krauser zuerkannt.